# Contea di Dazhu
La contea di Dazhu (大竹县S, Dàzhú XiànP) è una contea della Cina, situata nella provincia di Sichuan e amministrata dalla prefettura di Dazhou.